# 줄 (식물)
줄(Zizania latifolia)은 벼과 줄속에 속하는 야생 식물이다. 아시아가 원산지로 한국에서 아주 흔히 볼 수 있는 물풀이다. 보통 다리가 쑥쑥 빠지는 펄이 깊은 진흙땅에서 잘 산다. 이런 땅은 산소가 부족한데, 줄이 자라면서 진흙땅 속에 산소를 불어넣는다. 그래서 줄이 자라는 펄에는 많은 수서곤충과 어류가 모여든다. 갈대나 부들과 같이 뿌리와 줄기 빝동이 물 속에서 자라는 수생식물이다. 줄은 부들이나 갈대보다 고인물과 진흙 펄이 많은 곳에서 더 잘 산다. 보통 연못에서 마름이나 개구리밥, 연꽃과 함께 산다. 줄기가 굵고, 보통 자줏빛을 띠며, 다 크면 키가 2미터나 된다. 줄기에는 마디가 있다. 땅속줄기는 굵고 스펀지처럼 부드러우며 새로운 싹이 나와 번식을 한다. 겉모습이 연꽃의 땅속줄기처럼 보인다.

## 쓰임새
줄의 씨는 약으로 쓴다. 줄기에는 물자라, 붕어 등이 알을 낳고, 잎에는 뜸부기 등의 철새들이 둥지를 튼다. 잎으로는 자리나 도롱이를 만든다. 소가 잘 먹고, 물을 깨끗하게 하는 수생식물로 심는다.